# Jean d'Ivry
Vous lisez un « bon article » labellisé en 2016.
Pour les articles homonymes, voir Famille d'Ivry.
Jean d'Ivry (Johannes en latin), mort le 9 septembre 1079 est un prélat normand de la deuxième moitié du XIe siècle.
Neveu du duc de Normandie, il est évêque d'Avranches (1060-1067) et joue un rôle de premier plan dans la réorganisation de l'Église dans l'ouest de la Normandie. Devenu archevêque de Rouen (1067-1079), il a conservé une place prééminente dans le royaume anglo-normand. Il est à l'origine de conciles réformateurs qui ont eu une grande importance dans le développement du droit canon dans le duché. Il a affiné les Acta archiepiscoporum Rotomagensium, un texte historiographique commencé par son prédécesseur, une des rares sources contemporaines sur l'archidiocèse de Rouen et ses archevêques.
Conseiller principal du duc-roi Guillaume le Conquérant, il est en partie chargé de l'administration du duché de Normandie en son absence. Il aura entretenu au cours de ses ministères une relation de respect mutuel et d'échange avec l'archevêque de Cantorbéry Lanfranc. Prélat infatigable, il a affronté les établissements monastiques de la province sur les questions de juridiction archiépiscopale ; les anecdotes qui nous sont parvenues à son sujet ont laissé l'image d'un homme fier et entêté.

## Famille et appellation

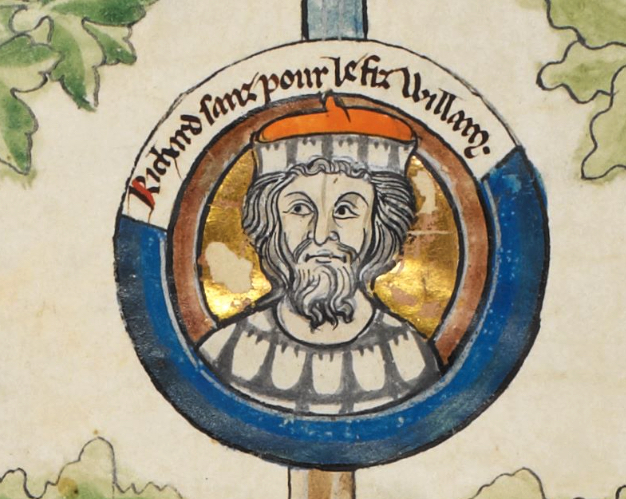
Richard de Normandie, son oncle. Détail du Rouleau généalogique des rois d'Angleterre, vers 1300, British Library, Royal 14 B.

Jean est le fils du comte Raoul d'Ivry, demi-frère du duc Richard, et d'Aubrée de Canville. Il a un demi-frère Hugues, qui est évêque de Bayeux (1026-1049). Sa demi-sœur Emma épouse Osbern de Crépon, sénéchal des ducs de Normandie, et deviendra à la fin de sa vie abbesse de Saint-Amand. Une autre demi-sœur de Jean se marie à Richard de Beaufou.
Jean est désigné de plusieurs façons. Ses contemporains se réfèrent à lui par son office épiscopal. Lui-même, avant de devenir évêque d'Avranches, signe Jean de Saint-Philbert (Iohannes de sancto Philiberto), qui provient de sa propriété près de la Risle, ou plus simplement Jean fils de Raoul (Iohannes filius Rodulfi). Les historiens anglais préfèrent John of Avranches, tandis que les Français tendent pour Jean d'Ivry et parfois Jean d'Avranches ou Jean de Saint-Philbert. Le nom Jean de Bayeux provient d'une confusion d'Orderic Vital sur le père de Jean qui identifie Raoul, comte d'Ivry comme comte de Bayeux.

## Évêque d'Avranches (1060 – 1067)
La vie de Jean d’Ivry avant son accession à l’évêché d’Avranches est peu connue. Il semble hériter à la mort de son père des domaines sur la Risle, près de Saint-Philbert. Selon Guillaume de Poitiers, il n’était pas dans les ordres. Toutefois, il a convaincu les évêques de Normandie de son admiration pour la vie religieuse quand l’évêché d’Avranches s’est trouvé vacant.
Comme ses contemporains, il participe activement à la vie religieuse locale. Il vend une terre à l’abbaye Saint-Pierre de Préaux dans la forêt de Vièvre, dix logements à l’abbaye Saint-Léger de Préaux et donne l'église de Saint-Georges-du-Vièvre à l'abbaye du Bec. Il semble être présent en 1035 à Fécamp quand le duc Robert Ier (1027–35) organise le gouvernement du duché, en vue de son départ en pèlerinage.

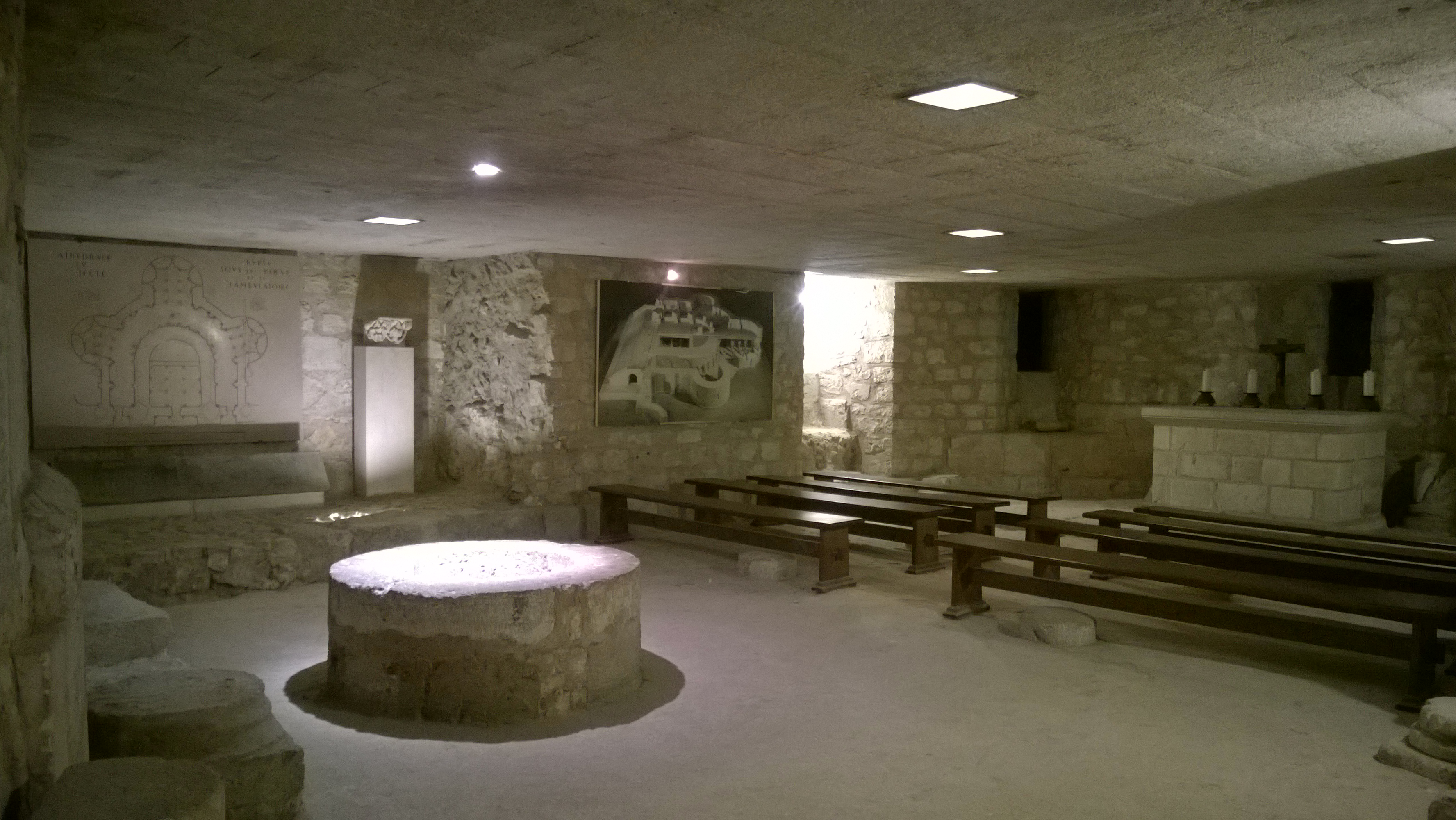
Crypte, vestige roman de la cathédrale de Rouen à la dédicace de laquelle il participe.

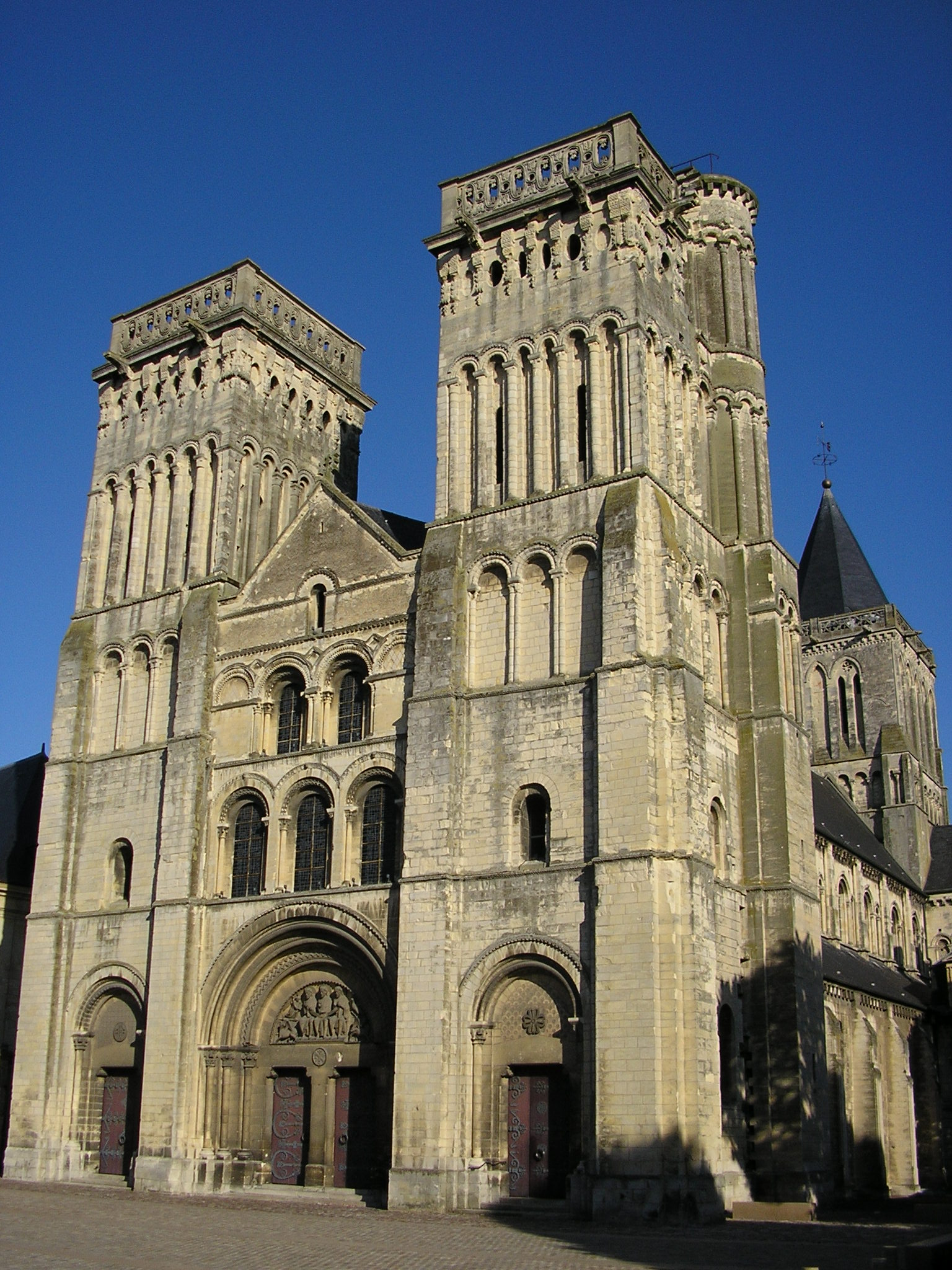
Façade de l'abbatiale de la Trinité de Caen dont la dédicace a lieu à la fin de son épiscopat.

Le choix de Jean comme évêque d'Avranches en 1060, membre d'une des familles frontalières les plus importantes du duché, est un choix politique de Guillaume pour restaurer son autorité sur la Basse-Normandie, qui avait été dévastée par les Normands.
Pour régler le problème de l’influence et de l’indépendance du Mont-Saint-Michel, Jean négocie en 1061 un accord avec l'abbé du Mont-Saint-Michel qui redéfinit le rapport entre l'évêque et l'abbaye, où l’évêque d’Avranches a l’ascendant. L'abbé devient son archidiacre.
Il poursuit par la restructuration de son diocèse et établit une pancarte des possessions de la cathédrale. Il contribue au réseau de châteaux et manoirs épiscopaux qui sillonne le duché avec Saint-Philbert-sur-Risle et Le Parc. En 1066, il provoque un conflit dans la famille quand il prend la décision de donner à l'église d'Avranches une partie de ses biens du Vièvre hérités de son père. Le contestataire est son neveu Robert de Beaufou, qui prétend par sa mère à l'héritage de Raoul d'Ivry. Le duc Guillaume arbitre en faveur de Jean, moyennant 10 livres. Il constitue en 1066 Hugues de Montfort héritier de la moitié de la terre du Vièvre, probablement à l'initiative du duc Guillaume, afin de consolider l'honneur de Montfort.
Jean participe à la vie diplomatique du duché, en ce qui concerne le conseil et l'administration. En 1061, il signe avec le duc et d'autres dignitaires une charte en faveur du Mont-Saint-Michel. Il est présent en 1063/1066 au château de Domfront où se tient un procès entre les moines de Marmoutier et de Saint-Pierre-de-la-Couture. Sa présence, avec celle d'Odon de Bayeux, serait due à sa connaissance de la coutume locale. En 1066, il participe à la réunion tenue par le duc préparant l'invasion de l'Angleterre.
Il est également présent aux grands évènements ecclésiastiques du duché. Il assiste ainsi à la dédicace de la cathédrale Notre-Dame de Rouen le 1er octobre 1063, au concile de Lisieux en 1064, à la dédicace de l'abbatiale de la Trinité de Caen le 18 juin 1066, et à celle de Jumièges le 1er juillet 1067, ce qui est son dernier acte comme évêque d'Avranches.

## Archevêque de Rouen (1067 – 1079)

### Installation sur le siège archiépiscopal
Après la mort de Maurille en août 1067 qui laisse vacant le siège archiépiscopal, le duc-roi Guillaume souhaite nommer à sa tête Lanfranc, qui refuse. Il recommande pour la position Jean d'Ivry. Après un voyage de Lanfranc à Rome où il obtient l'accord du pape Alexandre II et le pallium, Jean devient en décembre 1067 archevêque de Rouen,. Il est élu « avec l'accord mutuel de tous les évêques de la province et des chanoines ». Après avoir connu une Église appauvrie à Avranches, il s'installe dans un diocèse plus aisé ; ce diocèse est relativement indemne des invasions des Vikings.

### Réforme de l'Église de Normandie
Comme archevêque, il cherche à réformer l'Église de Normandie. Dans ce but, deux conciles sont tenus, en 1072 et 1074. Le concile de 1072, tenu à la cathédrale de Rouen, réunit la plupart des évêques normands et de nombreux abbés. Il réaffirme certaines doctrines, mais il vise également à approfondir quelques canons du concile de Lisieux (1064) ; au cours de ce dernier avait été décidée l’interdiction faite aux chanoines, aux prêtres et aux diacres de se marier, mais aucune peine à leur encontre n'avait été prononcée. La peine encourue est la perte de leurs dignités et des revenus de l'Église. Jean désigne les archidiacres dans le rôle clef de la réforme et du gouvernement de la province, tandis que les chanoines et le doyen devaient montrer l'exemple en témoignant de leur chasteté.
Un deuxième concile est tenu une nouvelle fois à la cathédrale de Rouen en 1074, avec la participation des évêques et de nombreux abbés, et en présence du duc. Le concile interdit la vente des abbayes, archidiaconés, presbytères et églises paroissiales. Il complète le concile de 1072 en ajoutant des décrets sur le mariage clérical. Il y définit aussi les conditions pour occuper la position d'abbé. Le concile est également l'occasion de confirmer des donations de biens à l'abbaye de Saint-Wandrille et peut-être à celle de Saint-Martin-du-Bosc. Contrairement à ce que prétend une charte falsifiée de Saint-Ouen, il n'a pas été donné suite aux demandes de Roger de Mortimer et de sa femme pour la transformation du prieuré de Saint-Victor en abbaye.
Il est possible qu'un troisième concile ait été réuni par Jean. C'est depuis son archiépiscopat qu'un ordo, calendrier liturgique, pour un concile s'est perpétué. Il s'est appuyé sur des rituels — comme la réaffirmation de la croyance dans la doctrine de la Trinité, la référence à la profession de foi de Maurille contre Bérenger de Tours — qui ont contribué à favoriser un sentiment de communauté entre les clercs, les institutions ecclésiastiques et les habitants de Rouen.
Un couplet honorifique de la Chronique métrique le proclame comme « un prélat infatigable qui a tâché d'imposer les lois apostoliques ». Le legs laissé par Jean prend tout son effet au concile de Lillebonne, réuni par son successeur en 1080, avec des décrets vus « comme une sorte de charte ecclésiastique des libertés ». Guillaume Bonne-Âme a tenu compte de l'avis de Jean dans De officiis et établi un calendrier des célébrations saintes dans tout l'archidiocèse. En Angleterre, Lanfranc, entretemps nommé archevêque de Cantorbéry, cherche à copier le style normand des conciles provinciaux, et en tiendra sept entre 1072 et 1086. L'institution d'un système archidiaconal et le développement de diverses dignités au sein du chapitre cathédral qui s'est poursuivi sous Jean ont également été mis en application en Angleterre. Lanfranc introduit l'archidiacre à la fin du XIe siècle, basé sur le modèle normand. L'établissement de dignités dans certains diocèses anglais dans la première moitié du XIIe siècle est faite juxta ritum Rothomagensis ecclesiae,.
Jean tient au cours de son archiépiscopat une correspondance avec Lanfranc, comme l'attestent les cinq lettres qu'il a reçues. Elles attestent de son influence comme archevêque et permettent de voir la relation intime qu'ils entretiennent, Lanfranc toujours reconnaissant pour le « souci paternel » qu'il lui montre. Cet échange concerne les sujets sur lesquels chacun pensait avoir plus d'expérience que l'autre : Jean comme liturgiste, Lanfranc comme moine.
Il est connu pour sa liturgie Tractatus de ecclesiasticis officiis qui a été officiellement adoptée dans le diocèse de Rouen. Rédigée à la demande de son prédécesseur Maurille, elle n'a eu qu'un impact limité dans la promotion de l'uniformité liturgique en Normandie.

### Rapport au pouvoir
Il est également politiquement actif, contrairement à son prédécesseur qualifié de « politiquement inerte ». Il est présent au Mans en août 1073 en compagnie de Guillaume où il est reconnu comme un « homme au conseil sage » au cours de la campagne pour la reconquête du Maine. Lui-même membre d'une des plus importantes familles militaires à la frontière du duché, il est un conseiller particulièrement utile, capable de dispenser des conseils aussi bien sur les sujets militaires qu'ecclésiastiques. En 1074/1075, il passe Pâques avec le roi à Fécamp, où de nouvelles mesures sont prises contre les vengeances armées. Il peut avoir consacré Cécile, fille de Guillaume, religieuse de la Trinité de Caen.
En 1075, en l'absence du duc retenu en Angleterre, il dirige la Normandie avec Roger de Beaumont et la reine Mathilde de Flandre. Il négocie, comme membre du triumvirat avec Simon de Vexin, le retour de Gisors dans les biens de la cathédrale. Ce domaine avait été donné jusqu'à la fin de la vie de Raoul IV de Vexin, père de Simon, par son prédécesseur Maurille. Sa restitution, en présence de la reine Mathilde, de Roger de Beaumont et d'Hugues l'Échanson, a permis non seulement le retour d'un bénéfice important pour la cathédrale mais aussi d'un site stratégique à la frontière du duché, entre Neaufles et Neuf-Marché.
Comme l'archidiocèse de Rouen occupait le Vexin, normand et français, Jean est concerné par les institutions religieuses dans cette région à la frontière controversée. Il a confirmé une donation à une abbaye dans cette région, ce qui lui a permis d'imposer son pouvoir, mais a également aidé à renforcer l'autorité ducale. Il prend également soin d'approuver que, trois fois par an, le prieur de Saint-Ouen de Gisors transporte les dépêches de l'Église de Rouen au roi de France. Ceci a non seulement renforcé son Église, mais aussi renforcé les canaux diplomatiques entre le duc de Normandie et le souverain voisin.
Il apparaît dans la Gesta Normannorum ducum de Guillaume de Jumièges, et peut avoir été une de ses sources.

### LesActa archiepiscoporum Rotomagensium
Durant les premières années de son épiscopat, le chapitre cathédral poursuit la production d'une gesta episcoporum commencée sous son prédécesseur et connue sous l'appellation Acta archiepiscoporum Rotomagensium. Il s'agit de notes biographiques sur les archevêques de Rouen depuis la fondation du diocèse jusqu'au XIe siècle. Cette gesta étoffe le cadre chronologique et honorifique des Annales et de la Chronique métrique des archevêques. Elle présente des informations détaillées sur de nombreux prélats. Il en existe deux versions, une dans le Livre d'ivoire de la cathédrale et l'autre dans le Livre noir de l'abbaye Saint-Ouen de Rouen. Il apparaît que c'est la version de la cathédrale qui est l'originale, composée vers 1070. Ce texte se concentre de manière presque exclusive sur les aspects liturgiques et monumentaux, plutôt que sur les aspects spirituels. Il est à ce titre comparable au Liber Pontificalis, commencé dans un contexte de lutte entre les évêques de Rome et l'empereur Justinien (527-565). Ce texte a été écrit « pour défendre les droits de l'Église, invoquant le passé preuve de possession légitime, énonçant les principes, forgeant un bras doctrinal prêt à affronter les défis probables ».
Avec les Annales et la Chronique métrique, les Acta archiepiscoporum constituaient une part importante d'une trilogie de textes conçus pour renforcer le pouvoir de l'archevêque. Toutefois, sa diffusion a été très limitée. Alors que les Annales ont été reproduites dans la majorité des abbayes de Normandie et la Chronique métrique recopiée par les abbayes de Saint-Ouen, Mortemer et par Orderic Vital, les Acta archiepiscoporum ont uniquement été reproduits par l'abbaye Saint-Ouen de Rouen puis détournés à son profit. L'explication de cette faible reproduction et de cette diffusion limitée n'est pas claire. Mais l'archiépiscopat relativement court de Jean, frappé d'incapacité en 1077, ainsi que la mort de Fulbert l'archidiacre († vers 1075), un des auteurs possibles, pourraient en être la raison.
Même si Jean n'a que peu participé à ce projet, les Acta archiepiscoporum peuvent être compris comme une tentative de l'archevêque d'étendre son autorité pas seulement sur Rouen, mais sur toute la province ecclésiastique. L'auteur prend également la mesure exceptionnelle d'inclure le texte intégral de la lettre pontificale qui lui a été envoyée, qui lui commande d'accepter le siège et autorise son transfert d'Avranches à Rouen.
Ce texte est intransigeant dans son plaidoyer pour une réforme cléricale. Les évêques et archevêques de Rouen sont vus de ce filtre. C'est le cas de Prétextat, déposé, réélu et sa mort, modifiés d'après Grégoire de Tours pour se conformer à cet idéal, tandis que Hugues de Cavalcamp et Mauger sont condamnés comme spoliateurs des propriétés de la cathédrale et des fornicateurs. Robert le Danois est critiqué pour avoir engendré des enfants mais loué pour avoir à la fin de sa vie abandonné sa femme ainsi que son rôle dans la reconstruction de la cathédrale. Maurille est pour sa part présenté comme l'exemple à suivre d'un évêque réformateur. L'inclusion de ces détails amène à penser que ce texte peut être comparé aux modèles éthiques similaires des travaux de Guillaume de Jumièges et Dudon de Saint-Quentin, avec seulement une application ecclésiastique
Un épisode particulier est à signaler. Dans la deuxième version de l'Acta archiepiscoporum écrite par un moine de Saint-Ouen à la fin du XIe siècle, il est rapporté que le 24 août 1073, une violente confrontation oppose l'archevêque aux moines de Saint-Ouen. Alors qu'il doit célébrer la messe, il arrive en retard et la cérémonie commence sans lui. Jugeant ses prérogatives remises en cause, il excommunie sur place les moines et place sous l'interdit l'évêque de Sées Robert de Ryes qui la préside. Il est alors accusé de vouloir voler les reliques de Saint-Ouen ; une bagarre se déclare, dans laquelle l'archevêque échappe de peu à la mort. Guillaume aurait ordonné une amende de trois cents livres à Jean pour ses actions contre l'abbaye ducale, ainsi que de se réconcilier avec elle, mais il refuse. Michel, évêque d'Avranches (1068-1094) est désigné pour régler l'affaire. Quatre des moines qui ont participé sont punis et exilés dans d'autres abbayes normandes. L'hypothèse est émise que le comportement de l'archevêque était délibéré. Alors qu'il avait réussi à imposer son autorité sur l'abbaye du Mont-Saint-Michel quand il était évêque d'Avranches, il n'y arrive pas avec l'abbaye Saint-Ouen. Celle-ci, libérée de la tutelle de l'archevêque a pris son indépendance au début du XIe siècle et concurrence de prestige avec la cathédrale. Il reçoit dans cette affaire le soutien du duc-roi et de l'archevêque de Cantorbéry. Guillaume Bonne-Âme aurait été impliqué dans un incident semblable concernant l'abbaye de Fécamp et un cas avéré entre l'archevêque de Tours Arnulf (1023–1052) et les moines de Marmoutier.

## La fin de son ministère (1077 - 1079)

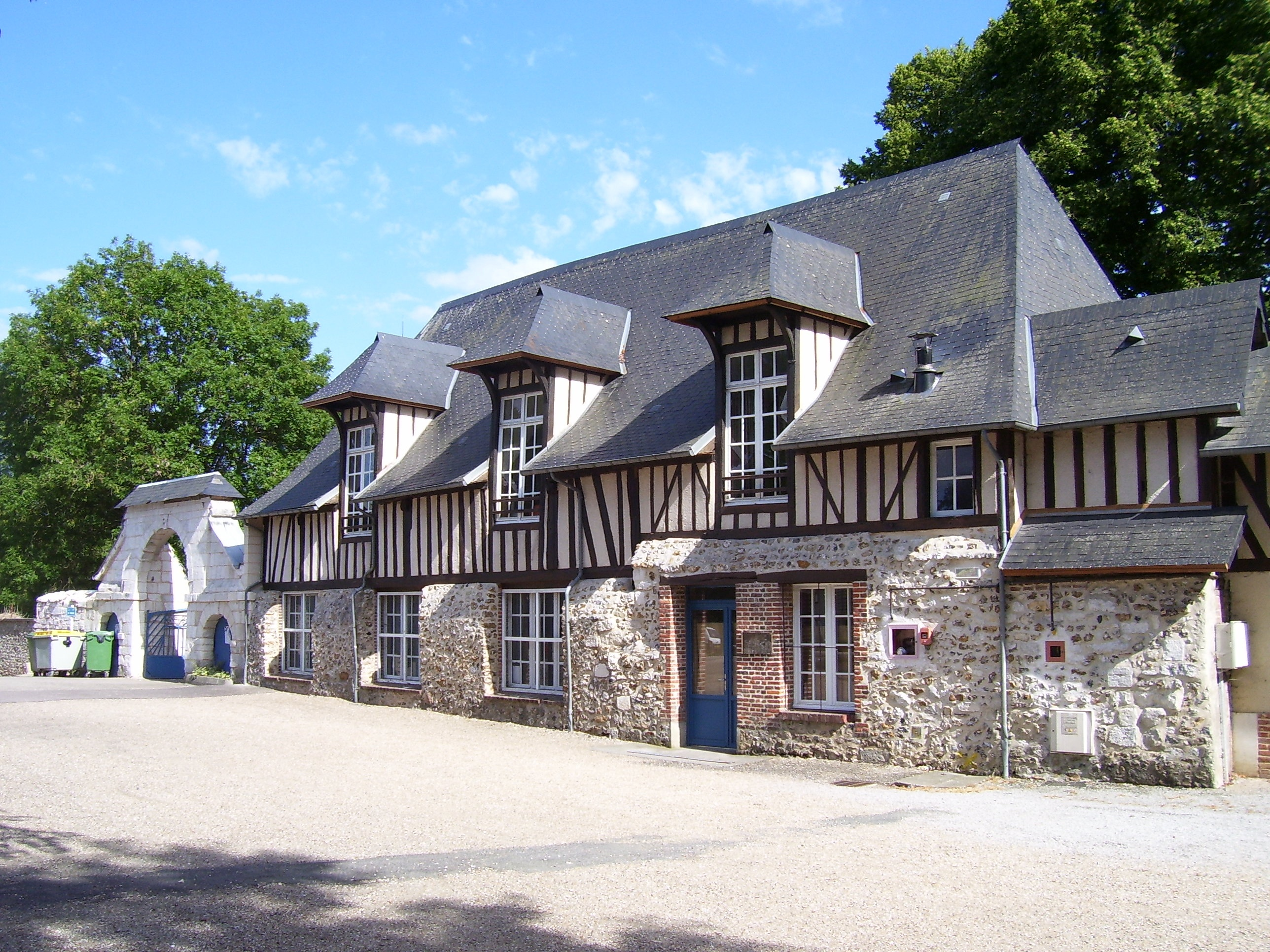
Il se retire dans le domaine de Saint-Philbert-sur-Risle en Normandie.

Jean subit un AVC (alors appelé apoplexie) en juillet 1077,. Il est présent lors de la consécration du nouvel évêque de Lisieux, Gilbert Maminot, entre le 25 juillet et le 23 octobre 1077, mais le service est exécuté par l'évêque d'Avranches Michel. Il aurait consacré l'église de Saint-Amand de Rouen le 29 septembre 1078, mais Orderic Vital dit de lui qu'il avait perdu le discours. Il semble ne plus officier en avril 1078 car le pape Grégoire VII lui écrit sur son absence et envoie le légat Hubert pour enquêter. Selon Raymonde Foreville, Jean d'Ivry a dû résigner l'archevêché à ce moment. Mais les Acta Archiepiscoporum disent qu'il assiste à la messe de la Saint-Ouen en août 1078, présidée par l'évêque d'Évreux Gilbert. C'est après la consécration d'Anselme comme abbé du Bec qu'il paraît se retirer de ses fonctions définitivement.
Il prend retraite dans ses domaines de Saint-Philbert-sur-Risle où il meurt le 9 septembre 1079,. Transporté à Rouen, il est inhumé auprès du baptistère de la cathédrale, où lui est dressée une tombe de pierre blanche.

## Sources et bibliographie
- (en) Cet article est partiellement ou en totalité issu de l’article de Wikipédia en anglais intitulé « John of Avranches » (voir la liste des auteurs).
- (en) Richard Allen, The Norman episcopate, 989-1110 : (2 volumes), Glasgow, Université de Glasgow, 2009 (lire en ligne).
- (en) Richard Allen, « ‘A proud and headstrong man’: John of Ivry, bishop of Avranches and archbishop of Rouen, 1060–79 », Historical Research, vol. 83, no 220,‎ mai 2010, p. 189-227 (DOI 10.1111/j.1468-2281.2009.00486.x).
- François Pommeraye, Histoire des archevesques de Rouen, Rouen, L. Maurry, 1667 (lire en ligne), p. 264-276.
- Achille Deville, Tombeaux de la cathédrale de Rouen, Rouen, Nicétas Périaux, 1833, 282 p. (lire en ligne), p. 205-206.
- Jules Thieury, Armorial des archevêques de Rouen, Rouen, Imprimerie de F. et A. Lecointe Frères, 1864, 100 p. (lire en ligne).
- Pierre Bauduin (préf. Régine Le Jan), La première Normandie (Xe – XIe siècle) : Sur les frontières de la haute Normandie: identité et construction d'une principauté, Caen, Presses universitaires de Caen, coll. « Bibliothèque du pôle universitaire normand », 2006 (1re éd. 2004), 481 p. (ISBN 978-2-84133-299-1).